# حصارات (قرية)
حصارات هي إحدى القرى اللبنانية من قرى قضاء جبيل في محافظة جبل لبنان.